# Десен Шарпје
Десен Шарпје (фр. Décines-Charpieu) град је у Француској, у департману Рона.
По подацима из 1999. године број становника у месту је био 24,193.

## Демографија
| 1962.  | 1968.  | 1975.  | 1982.  | 1990.  | 1999.  | 2011.  |
| ------ | ------ | ------ | ------ | ------ | ------ | ------ |
| 10.931 | 15.297 | 20.031 | 22.832 | 24.564 | 24.193 | 25.794 |

## Партнерски градови
- Monsummano Terme
- Степанаван